# Arthur Geoffrey Dickens
Arthur Geoffrey Dickens (1910-2001) foi um acadêmico inglês e autor de diversos livros. Seu livro sobre a Reforma Protestante na Inglaterra foi, durante muitos anos, a principal referência sobre o tema. Foi fellow da Academia Britânica.

## Biografia
Ele nasceu em Yorkshire em 1910. Educou-se na Universidade de Oxford e serviu na Artilharia Real (Royal Artillery) durante a Segunda Guerra Mundial. De Maio a Outubro de 1945 atuou na cidade alemã de Lübeck, onde editou e supervisionou o jornal local. De 1949 a 1962 foi professor de História na Universidade de Hull até que em 1962 ele passou a dar aulas no King's College London. Faleceu em Londres com então 91 anos.